# Lima (condado de Sheboygan, Wisconsin)
Lima es un pueblo ubicado en el condado de Sheboygan en el estado estadounidense de Wisconsin. En el Censo de 2010 tenía una población de 2.982 habitantes y una densidad poblacional de 32,13 personas por km².

## Geografía
Lima se encuentra ubicado en las coordenadas 43°40′7″N 87°52′0″O / 43.66861, -87.86667. Según la Oficina del Censo de los Estados Unidos, Lima tiene una superficie total de 92.81 km², de la cual 92.15 km² corresponden a tierra firme y (0.71%) 0.66 km² es agua.

## Demografía
Según el censo de 2010, había 2.982 personas residiendo en Lima. La densidad de población era de 32,13 hab./km². De los 2.982 habitantes, Lima estaba compuesto por el 96.85% blancos, el 0.34% eran afroamericanos, el 0.23% eran amerindios, el 0.87% eran asiáticos, el 0.03% eran isleños del Pacífico, el 0.87% eran de otras razas y el 0.8% pertenecían a dos o más razas. Del total de la población el 1.95% eran hispanos o latinos de cualquier raza.